# Trânsito de Gurley
O trânsito de Gurley é um instrumento que serve para medir ângulos horizontais, assim como determinar o instante exato da passagem de um astro pelo meridiano. É um teodolito que não possui o círculo vertical e não se presta a medida dos ângulos de elevação e depressão. Ele foi utilizado pela comissão exploradora do Planalto Central, em 1892/3, pela comissão de limites do Brasil com a Guiana Francesa, em 1898, no prolongamento da estrada de ferro Baturité, em 1904.
Foi usado também nos levantamentos topográficos do Alto Purus/PA, em 1905 